# Персинджер, Луис
Луис Персинджер (англ. Louis Persinger; 11 февраля 1887, Рочестер, штат Иллинойс — 31 декабря 1966, Нью-Йорк) — американский скрипач, пианист и музыкальный педагог.
Сын железнодорожного инженера. Провёл детство и отрочество в Колорадо-Спрингс, где выступал с концертами с двенадцатилетнего возраста. Окончил Лейпцигскую консерваторию (класс Ганса Беккера), затем учился у Эжена Изаи. В 1907 г. стал первым концертмейстером новосозданного Блютнер-оркестра, затем играл в оркестре Брюссельской оперы и в Берлинском филармоническом оркестре (в 1914—1915 гг. концертмейстер при дирижёре Артуре Никише, более сорока раз выступал с оркестром как солист, участвовал в благотворительных концертах для раненых немецких солдат Первой мировой войны). С 1915 г. концертмейстер и помощник дирижёра Симфонического оркестра Сан-Франциско, в 1916—1928 гг. руководил Сан-Францисским обществом камерной музыки. С 1930 г. в Нью-Йорке, где сменил Леопольда Ауэра на посту профессора Джульярдской школы.
Среди учеников Персинджера, прежде всего, Иегуди Менухин, для которого он был первым наставником; по словам Менухина, Персинджер, «возможно, сделал больше, чем кто-либо другой, для становления подлинно американской школы скрипичной игры». У Персинджера учились также Риччи Руджеро, Берл Сенофски, Айзек Стерн, Гила Бустабо и другие видные исполнители. По словам ученицы Персинджера, музыкального педагога Луизы Беренд,
Он обладал детским характером и невероятным воображением. У него получалось выразить образ музыкальной фразы в словах. Всё было связано с музыкой; после его урока хотелось летать.
Сохранились записи ранних концертных выступлений Менухина и Риччи в сопровождении Персинджера на фортепиано.